# Németh Buhin Lajos
Németh-Buhin Lajos (1907. – 2000.) gépész, szélmolnár, amatőr képzőművész.

## Élete, munkássága
A kiskunhalasi Német-Buhin család tagja volt. Több szakmában szerzett jártasságot. Többek között az 1902-ben, Fehértó pusztán (ma: Kunfehértó) épült szélmalmukban is dolgozott.
Művészeti tevékenysége keretében portrékat, csendéleteket és tájképeket festett.
A Halas Galéria és a Thorma János Múzeum őrzi néhány alkotását. Utóbbiban található a Németh-Buhin szélmalomról festett olajkép (1927).

## Emlékezete
- Születésének 100. évfordulójára jelent meg Németh-Buhin Klára könyve, a Németh-Buhin krónika (Kiskunhalas, 2007)
- A kiskunhalasi református új temetőben található a sírja.